# Écrouves
Écrouves é uma comuna francesa na região administrativa do Grande Leste, no departamento de Meurthe-et-Moselle. Estende-se por uma área de 10.3 km², e possui 4.402 habitantes, segundo o censo de 2018, com uma densidade de 430 hab/km².